# Brignano Gera d'Adda
Brignano Gera d'Adda é uma comuna italiana da região da Lombardia, província de Bérgamo, com cerca de 4.773 habitantes. Estende-se por uma área de 11 km², tendo uma densidade populacional de 434 hab/km². Faz fronteira com Caravaggio, Castel Rozzone, Cologno al Serio, Lurano, Morengo, Pagazzano, Spirano, Treviglio.

## Demografia
| Variação demográfica do município entre 1861 e 2011                               |
|                                                                                   |
| Fonte: Istituto Nazionale di Statistica (ISTAT) - Elaboração gráfica da Wikipedia |